# Cogestione
Cogestione è il termine che si riferisce alla partecipazione attiva dei lavoratori nei processi decisionali delle aziende. Il termine riguarda anche una partecipazione ai risultati economici e alla redistribuzione degli utili.
La disciplina della cogestione varia significativamente a seconda degli ordinamenti nazionali.
Agli estremi opposti si trovano le situazioni degli Stati Uniti e della Germania: negli USA i lavoratori non hanno alcuna rappresentanza negli organi decisionali e la gestione è affidata a manager che hanno il compito di massimizzare il profitto per gli azionisti soci. In Germania, i lavoratori e le rappresentanze sindacali hanno invece un potere significativo nella gestione dell'azienda.
La giurisprudenza in materia di cogestione prevede il diritto di informazione, consultazione diretta e rappresentanza dei lavoratori nei processi decisionali. La legge indica gli ambiti decisionali per i quali i lavoratori devono essere informati, devono dare un'approvazione mediante votazione, quelli per i quali operano i loro rappresentanti.
Alcuni ordinamenti prevedono un sistema di cogestione con un solo organo, altri con due, uno esecutivo e l'altro di controllo. Dove abbiamo due organi solitamente i lavoratori eleggono 1/3 dei membri dell'organo di controllo. In un numero minore di casi, come nel modello tedesco, eleggono la metà dei membri dell'organo di controllo, e nei casi di indecisione prevale il voto del Presidente, che vale doppio e rappresenta gli azionisti.
Negli ordinamenti che prevedono la cogestione con un solo organo decisionale, come la Svezia, i lavoratori eleggono due o tre rappresentanti nel Comitato Esecutivo, ed hanno eventualmente altri referenti nell'audit aziendale. In ogni caso, il board of director, i manager che compongono i comitati esecutivi e gestiscono direttamente l'azienda, sono eletti dagli azionisti-soci.

## Cogestione e democrazia economica
La cogestione rappresenta un tentativo di realizzare una democrazia economica, alternativo al modello della società ad azionariato diffuso statunitense. I cittadini sono coinvolti a differente titolo: in un caso sono i dipendenti e nell'altro piccoli risparmiatori, ma la partecipazione è rivolta alle medesime persone fisiche.
Nel caso della  public company, la partecipazione al risultato economico avviene in genere tramite la distribuzione di azioni e dividendi ai dipendenti. In presenza di cogestione, la partecipazione ai risultati economici avviene in una molteplicità di modi.

## Cogestione e proprietà
La cogestione è legata ad una separazione fra proprietà e gestione delle aziende.
La separazione fra proprietà e gestione è tipica delle società per azioni quotate in Borsa, ma non esclusiva. Una separazione fra proprietà e gestione è radicata nelle public company statunitensi, dove tuttavia sono scarsi gli esempi di cogestione.
In altre parole, la partecipazione dei dipendenti e del sindacato ai processi decisionali, e al risultato economico mediante bonus e premi di produzione, non comporta la proprietà dei mezzi di produzione e una modifica dell'assetto proprietario di un'impresa.

## La cogestione in Germania
La Mitbestimmung è la forma di governance più diffusa fra le aziende tedesche.
La cogestione non è obbligatoria, ma in caso di richiesta dei lavoratori, laddove sussistano i requisiti dimensionali previsti dalla legge, non può essere negata dal datore di lavoro.
La Germania adotta il modello dell'economia sociale di mercato, specialmente nell'area del Reno più ricca di industria.
 Fu un compromesso nato da un braccio di ferro, durato anni, fra il partito socialdemocratico tedesco e quello cristiano-democratico.
Nel 1976, il governo del socialdemocratico Helmut Schmidt approvò, con un largo consenso politico, la riforma che introduceva in Germania il principio della cogestione (Mitbestimmung). La gestione delle imprese tedesche era affidata a due organi: un Consiglio Esecutivo (Vorstand) e un Consiglio di Sorveglianza (Aufsichtsrat). I lavoratori avevano diritto di eleggere metà dei rappresentanti del Consiglio di Sorveglianza. La restante metà e il Presidente sono eletti dall'Assemblea degli Azionisti. Per le delibere del Consiglio di Sorveglianza, il voto del Presidente vale doppio in caso di parità degli esiti elettorali.
Introdotta nel 1951 nei settori del carbone, acciaio e minieri, stabiliva che nelle aziende con più di mille dipendenti spettano ai rappresentanti dei lavoratori lo stesso numero di seggi degli azionisti. Il responsabile delle risorse umane viene nominato dopo il voto vincolante dei sindacati.

Il German Works Constitution Act del 1952 è ancora oggi alla base del diritto di informazione, consultazione e cogestione, e stabilisce che in tutti i settori nelle aziende con più di 500 dipendenti spetti ai rappresentanti dei lavoratori un terzo dei seggi nel Consiglio di Sorveglianza.

Nel 1976, una nuova legge sulla cogestione stabilisce la parità dei seggi fra azionisti e sindacato nelle aziende con più di 2000 dipendenti. In caso di parità dei voti in consiglio, prevale il voto dei rappresentanti degli azionisti.
Gli accordi fra le parti sociali sono vincolanti ed esigibili per via giudiziale, la politica generalmente non entra nel merito delle condizioni della forza lavoro e delle tematiche riservate dalla legge alla cogestione fra le parti.
I lavoratori eleggono i consigli di fabbrica a scrutinio segreto ogni 4 anni. Formalmente sono organi indipendenti dal sindacato, e hanno competenze dirette nella gestione del personale: assunzioni, licenziamenti, contratti temporanei e flessibilità di orario individuale.
La legislazione tedesca vieta di iniziare scioperi per singoli impianti.
Il modello tedesco è stato successivamente introdotto in molti Paesi europei, fra i quali Paesi Bassi e Repubblica Ceca.
Non esiste in Germania un contratto nazionale vero e proprio, e si applica soltanto alle aziende affiliate all'associazione datoriale contraente. Il tipo di contratto che svolge in qualche modo il ruolo che il contratto nazionale svolge in Italia (chiamato Flaechentarifvertrag, approssimativamente “contratto d'area”) viene stipulato innanzitutto nell'ambito di un “distretto” sindacale, corrispondente (ma non del tutto) a un Land (Stato-Regione), e poi esteso di fatto, salvo poche modifiche, agli altri distretti. In Germania i contratti collettivi valgono per i soli iscritti al sindacato, i quali sono gli unici titolari del diritto di partecipare al voto sugli accordi e sugli scioperi. Il contratto non ha una durata precisa, anche annuale, ed è molto flessibile.

Dal 2004 in Germania, con l'accordo di Pforzheim, sono previste possibilità di deroga al contratto di distretto”, inizialmente solo per crisi aziendali; successivamente la casistica si è allargata e l'azione di decentramento contrattuale può produrre norme decise a livello locale tra il management e il consiglio di fabbrica, che devono poi essere approvate dalle parti sociali.

## La cogestione in Italia
Con la riforma del diritto societario, in Italia le imprese possono adottare un modello di gestione simile a quello francese o a quello tedesco, in aggiunta alle opzioni che erano già previste nell'ordinamento italiano prima della riforma.

### Cogestione come associazione in partecipazione
Il codice civile, art. 2549, definisce la forma contrattuale dell'associazione in partecipazione, per la quale "l'associante attribuisce all'associato una partecipazione agli utili della sua impresa o di uno o più affari verso il corrispettivo di un determinato apporto".
L'apporto tipicamente può essere capitale o lavoro.
Secondo la Corte di Cassazione (sentenza 6466 del 1998), l'associazione in partecipazione è un tipo di contratto che configura una collaborazione economica con l'associante per un obiettivo comune.